# Xã Blacklick, Quận Cambria, Pennsylvania
Xã Blacklick (tiếng Anh: Blacklick Township) là một xã thuộc quận Cambria, tiểu bang Pennsylvania, Hoa Kỳ. Năm 2010, dân số của xã này là 2.013 người.